# João Carlos Batista Pinheiro
João Carlos Batista Pinheiro (Campos dos Goytacazes, 13 gennaio 1932 – 30 agosto 2011) è stato un allenatore di calcio e calciatore brasiliano, di ruolo difensore centrale.

## Carriera

### Club
Pinheiro cominciò a giocare con l'Americano Futebol Clube, squadra della sua città natale, per poi passare al Fluminense. Con quest'ultimo club militò dal 1948 al 1963 e vinse il Campionato Carioca nel 1951 e 1959, la Copa Rio nel 1952 e il Torneo Rio-San Paolo nel 1957 e 1960. È uno dei giocatori del Fluminense con più partite disputate, avendo all'attivo seicentocinque incontri.

### Nazionale
Con la nazionale brasiliana prese parte ai Giochi panamericani del 1952 (vincendoli) ed al Campionato mondiale di calcio 1954.

## Palmarès

### Giocatore

#### Competizioni statali
- Campionato Carioca: 2

Fluminense: 1951, 1959
- Torneio Início do Rio de Janeiro: 1

Fluminense: 1954
- Torneo Rio-San Paolo: 2

Fluminense: 1957, 1960
- Campionato Baiano: 1

Bahia: 1964

#### Competizioni internazionali
- Torneo Internazionale dei Club Campioni: 1

Fluminense: 1952

### Allenatore

#### Competizioni nazionali
- Coppa del Brasile: 1

Cruzeiro: 1993

#### Competizioni statali
- Campionato Carioca: 1

Fluminense: 1977
- Taça Guanabara: 1

Fluminense: 1977